# Marc-Antoine Dominicy
Marc-Antoine Dominicy, Marcus Antonius Dominicy en latin, est un avocat, juriconsulte et historien français, né à Cahors vers 1605, et mort à Paris fin 1650 ou début 1651.

## Biographie

### Juriste
Marc-Antoine Dominicy est né dans une famille de bourgeois et de marchands de Cahors. Son père, Bertrand Dominicy, est mentionné au cadastre de 1606 comme « tenant une grande maison sur la grand'rue, contenant deux boutiques, leurs dessoulz et une basse-cour » qui est l'actuelle no 176 rue Nationale,. Sa mère, Jeanne Tenèze, est originaire de Catus.
Il a probablement été l'élève des Jésuites dans leur collège de Cahors. Il suit les cours de l'université de Cahors et en devient docteur en droit de l'université de Cahors, en 1621. Il est avocat au Présidial. En 1639, il a postulé pour obtenir la chaire de droit civil laissée vacante par la mort de Jean de Lacoste, mais elle a été attribuée à son fils, Thomas Lacoste. En 1642, il prononce le discours d'inauguration de la Cour des Aides créé à Cahors. Il obtient provisoirement la charge de procureur général de la cour des Aides jusqu'en 1644, date à laquelle elle lui échappe n'ayant probablement pas eu les moyens financiers pour l'acheter.
Il devient professeur de droit à l'université de Bourges en 1648 à la suite de la mort de Edmond Mérille, grâce probablement à l'appui du prince de Condé, gouverneur du Berry, mais il n'enseigne que peu de temps car il meurt subitement à Paris fin 1650 ou début 1651. Son installation a été faite le 3 février 1649. Il a prononcé un discours intitulé De Treuga et pace, de la trève et de la paix, publié à Paris la même année. 
Il s'était marié par contrat du 13 février 1629, à Catus où il s'était réfugié pendant un épisode de peste à Cahors, avec Isabeau le Franc, fille d'Antoine le Franc, régent de Cahors, et de Marie de Vaxis.

### Historien
À Cahors, il se consacre à écrire l'histoire du Quercy. Il consulte les bibliothèques de ses amis et fouille les documents anciens. Pour répondre à la critique sur la véracité de la relique de la Sainte Coiffe, il a écrit en 1640 De sudario Capitis Christi liber singularis qui est un petit livre imprimé relatif à la Sainte Coiffe de la cathédrale de Cahors,, et un Mémoires des anciens comtes de païs de Quercy et du comté de Caors, dédié à Mgr Alain de Solminihac, évêque de Cahors, est resté manuscrit, où il s'est intéressé à l'origine des comtes de Cahors. La préface de ce livre porte la date du 6 juin 1642.
L' Histoire du pays de Quercy, restée à l'état de manuscrit en plusieurs volumes, est son œuvre principale. La première partie du livre est consacrée à l'histoire politique et civile tandis que la seconde traite de l'histoire des évêques de Cahors.
Pendant son séjour à Paris, Marc-Antoine Dominicy obtient du roi, le 21 mars 1644, un privilège pour l'impression de son Histoire du Quercy et d'un traité sur l'alleu. Le traité a été imprimé mais, pour une raison inconnue, il n'a pas publié son Histoire du Quercy.
En 1644, il se rend à Paris où il obtient, en 1646, le titre de conseiller du roi et la charge d'historiographe de France avec une rente de 2000 livres. Détaché du milieu cahorsin, il va devenir un polémiste. Il va se trouver mêlé à certaines controverses de l'époque, politiques, religieuses et scientifiques. Pour montrer sa reconnaissance le roi pour cette nomination, il va publier trois ouvrages, entre 1646 et 1649, concernant les origines carolingiennes et capétiennes et qui étaient l'objet de controverses entre Français, Espagnols et Lorrains, dite querelle de Childebrand et d'Ansbert.
Léon Brunschvicg attribue à Marc-Antoine Dominicy un petit traité, Observation touchant le vide, rédigé en 1647, dans lequel il conteste la paternité de l'expérience du vide à Torricelli pour l'attribuer à Galilée,,.

## Publications
- De Praerogativa allodiorum in provinciis, quae jure scripto reguntur, Narbonensi et Aquitanica , chez Mathurin Du Puis, Paris, 1645 (lire en ligne) ;
- Ad canonem II. et V. Concilii Agathensis, et ultimum Ilerdensis, sive de communione peregrina dissertatio. In qua obiter de censuris pontificiis, & desuetudine veteris canonicae poenitentiae (titre courant : "De communione peregrina"), Mathurin Du Puis, Paris, 1645 ;
- Assertor Gallicus, contra vindicias Hispanicas Ioannis Iacobi Chiffletii, Seu Historica Disceptatio qua arcana regia, politica, genealogica Hispanica confuntatur, Francisca stabiliuntu, Paris, 1646, dédié à Louis XIV ;
- Assertoris gallici, circa salicae legis intellectum, mens explicata, 1646 ;
- Observation touchant le vide, 1647 ;
- Ansberti familia rediviva, superior et inferior stemmatis beati Arnulfi linea, contra Lud. Cantarelli Fabri necnon Joannis Jacobi Chiffletii objectiones vindicata, chez S. et G. Cramoisy, Paris, 1648. L'ouvrage est dédié au chancelier Séguier ;
- De Treuga et pace ejusque origine et usu in bellis privatis, 1649.